# Ben McDermott
Benjamin Reginald McDermott (* 12. Dezember 1994 in Caboolture, Australien) ist ein australischer Cricketspieler, der seit 2018 für die australische Nationalmannschaft spielt.

## Kindheit und Ausbildung
Der Vater von ben McDermott, Craig McDermott, spielte ebenfalls für die australische Cricket-Nationalmannschaft. Sein Bruder, Alister McDermott, spielte im nationalen australischen Cricket unter anderem für Queensland und die Brisbane Heat.

## Aktive Karriere
Sein Debüt im nationalen australischen Cricket gab McDermott in der Big Bash League 2013/14 für die Brisbane Heat. Daraufhin spielte er zunächst für Queensland, bevor er für einen Nachwuchsvertrag nach Tasmania wechselte. Nachdem er in der Folge dort und bei den Hobart Hurricanes auf sich aufmerksam machen konnte, rückte er ins Umfeld der Nationalmannschaft. Dort folgte sein Debüt im Oktober 2018 in einem Twenty20 gegen die Vereinigten Arabischen Emirate. Er erhielt in der Folge mehrere Einsätze, konnte sich jedoch nicht etablieren. Im Juli 2021 folgte sein ODI-Debüt in den West Indies. Im Februar 2022 erzielte er ein Fifty über 53 Runs in der Twenty20-Serie gegen Sri Lanka. Einen Monat später konnte er in der ODI-Serie in Pakistan erst ein Fifty (55 Runs) und dann ein Century über 104 Runs aus 108 Bällen erreichen. Jedoch reichte dies nicht, um sich in der Folge durchzusetzen. Bei der Tour in Indien im Dezember 2023 gelang ihm ein Fifty über 54 Runs in der Twenty20s.